# Natasa Stork
Natasa Stork (anhörenⓘ; * 22. Januar 1984 in Budapest) ist eine ungarische Theater- und Filmschauspielerin.

## Leben
Natasa Stork wurde 1984 in Budapest geboren. Ihr Vater arbeitet als Setdesigner in Filmproduktionen. Sie studierte Schauspiel an der Universität der Theater- und Filmkunst Budapest. Nach ihrem Schauspielstudium war sie zwei Spielzeiten lang festes Ensemblemitglied am Nationaltheater Budapest. Dort arbeitete sie in klassischen Theaterstücken mit renommierten ungarischen Regisseuren. Im Jahr 2010 verbrachte sie dank eines EU-Stipendiums ein Jahr in Amsterdam und studierte zeitgenössischen Tanz. Seit 2011 ist Natasa Stork freischaffende Schauspielerin. Sie spielt in den Produktionen von bedeutenden Regisseuren und Kollektiven der ungarischen freien Szenen.
Mit dem ungarischen Film- und Theaterregisseur Kornél Mundruczó arbeitete sie auch für Das Frankenstein Projekt (2010) und Underdog (2014) zusammen und war auch in dessen Film Jupiter’s Moon in einer kleineren Rolle zu sehen. In Márta sucht János von Lili Horvát erhielt sie ihre erste Hauptrolle in einem Film und spielt Márta, eine 40-jährige Neurochirurgin, die sich verliebt und ihre glänzende Karriere in den USA hinter sich lässt, um mit dem Mann ein neues Leben zu beginnen. Die Liebe ihres Lebens behauptet jedoch, dass sie sich noch nie zuvor getroffen haben. Horváth hatte ebenfalls in Underdog gespielt. Viktor Bodó, der im Film das Objekt ihrer Begierde spielt, war während des Schauspielstudiums noch einer ihrer Lehrer.
Stork spielte in ihrer Karriere, in der sie in der Schweiz, in Kroatien, Frankreich und in Deutschland auf der Bühne stand, immer wieder Rollen, in denen sie die jeweilige Landessprache sprechen musste, allerdings beherrschte sie diese Sprachen nach eigenen Aussagen nicht.
Im Rahmen der Berlinale 2021 wurde Stork als European Shooting Star ausgezeichnet.

## Filmografie (Auswahl)
- 2013: Isteni müszak
- 2014: Underdog
- 2017: Jupiter’s Moon (Jupiter holdja)
- 2020: Márta sucht János (Felkészülés meghatározatlan ideig tartó együttlétre)
- 2022: Veszélyes lehet a fagyi

## Auszeichnungen
Les Arcs Film Festival
- 2020: Auszeichnung für die Beste schauspielerische Leistung (Márta sucht János)[8][9][10]

Semana Internacional de Cine de Valladolid
- 2020: Auszeichnung als Beste Darstellerin (Márta sucht János)[11][12]